# Bánki Donát

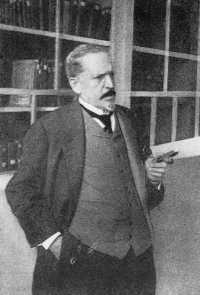
Bánki Donát

Bánki Donát (eredeti neve Lőwinger Donát) (Bakonybánk, 1859. június 6. – Budapest, 1922. augusztus 1.) magyar gépészmérnök, feltaláló és műegyetemi tanár. Korának egyik legnagyobb gépészmérnöke, a hidrogépek, kompresszorok és gőzturbinák szerkezettanának professzora.

## Családja
Szülei dr. Lőwinger Ignác és Salzer Berta (Betti). Édesapja körorvos volt, és az 1848–49-es forradalom és szabadságharc kitörésekor fiatal házasként is jelentkezett a szerveződő honvédségbe, ahol főorvosként a fegyverletételig szolgált. Édesapja honvédtiszti előélete is közrejátszott abban, hogy a család zsidó származása mellett magyar hazafias nevelést adott a gyermekeknek. Donát negyedik gyermekként született, és később, mikor már hatan voltak testvérek, átköltöztek Lovászpatonára. 1879-ben már egyetemistaként magyarosította a nevét, és szülőhelye iránti tisztelete miatt választotta a Bánki nevet.

## Munkássága
A budapesti Műegyetemen szerzett gépészmérnöki diplomát. Az iparban helyezkedett el szerkesztőmérnökként (MÁV gépgyár, majd Ganz-gyár). Az egyetemen 1879–80-ban a műszaki mechanika tanszéken tanársegéd volt, majd 1899-től haláláig a hidrogépek, kompresszorok és gőzturbinák szerkezettanának professzora.
Munkássága szorosan összekapcsolódott Csonka Jánossal, akivel együtt 1890-re kifejlesztették az ún. Bánki–Csonka motort, amely a Ganz-gyár nemzetközileg is versenyképes terméke volt. A Pallas nagy lexikona szerzőinek egyike volt 1893-tól. 1893. február 11-én Csonkával együtt szabadalmaztatta a fúvókás benzinkarburátort (porlasztót), megelőzve ezzel a külföldön általánosan úttörőnek tartott Wilhelm Maybachot. 1894-ben szabadalmaztatta az első nagynyomású robbanómotort, a saját korában méltán világhírű Bánki-motort, amelynél a robbanókeveréket a hengerbe porlasztott vízzel hűtötte le, s ezzel a motor hatásfokát korábban nem remélt mértékben sikerült fokoznia.
Mind a kompressziónövelés, mind a vízbefecskendezés elsőként Bánki által tisztázott elvét később is alkalmazták, bár a Bánki-motor elterjedését a néhány évvel később megjelent dízelmotor megakadályozta. Az általa 1917-ben feltalált Bánki-turbina új utakat nyitott a törpe vízierőművek fejlesztésében. 1918-ban nagyszabású tervet dolgozott ki a Vaskapu vízerejének hasznosítására.
A Magyar Tudományos Akadémia levelező tagja volt 1911-től. A vízturbináért Bánkit halála után négy évvel 1926-ban a Magyar Tudományos Akadémia nagyjutalmával tüntette ki. Irat- és kézirathagyatékának nagy része a BME OMIKK Levéltárában digitalizálva is megtalálható. Jelentős gépszerkesztői munkássága, szabadalmi tevékenysége mellett nagy hivatástudattal látta el oktatói feladatait. Nagy hangsúlyt fektetett arra, hogy a hallgatók felkészülését előadásjegyzetekkel is segítse. Egyetemi tanári tevékenysége során a mérnökképzésben bevezette a laboratóriumi képzést.

## Írásai
Írásaiban főként a gázmotorok elméletével, a gőzturbinák és hidrogépek szerkesztési alapelveivel foglalkozott.
- Gyakorlati hidraulika és hidrogépek (jegyzet, I–II., Bp., 1901–02);
- Gőzturbinák. Légsűrítő gépek (kőnyomat, Bp., 1903);
- Energiaátalakulások folyadékokban (Bp., 1916, németül: Berlin: 1921);
- Neue Wasserturbine (Berlin, 1917);
- A Vaskapu-vízierőmű tervezete (I–II., Bp., 1918);
- Dugattyús szivattyúk és kompresszorok gépszerkezettana (Bp., 1932).

## Emlékezete
- Az első benzinporlasztót a Műszaki Emléket Nyilvántartó és Gyűjtő Csoport őrzi.
- A Bánki–Csonka-motor első példánya  ma a Budapesti Közlekedési Múzeumban látható.
- Több oktatási intézmény névadója
  - Óbudai Egyetem Bánki Donát Gépész- és Biztonságtechnikai Mérnöki Kar
  - Bánki Donát Közlekedésgépészeti Szakközépiskola és Szakiskola
  - Bánki Donát Szakképző Iskola, Ajka[5]
  - Bánki Donát Gimnázium és Szakközépiskola, Dunaújváros[6]
  - Pécsi Bánki Donát Utcai Általános Iskola[7]
  - NYSZC Bánki Donát Műszaki Technikum és Kollégium Nyíregyháza[8]
- Bánki Donátról elnevezett kisbolygó, a 131763 Donátbánki
- Szülőfalujában, Bakonybánkon a Bánki Donát Műszaki Egyesület őrzi a feltaláló emlékét.
- Születésének 150. évfordulójára a Magyar Nemzeti Bank emlékpénzt adott ki.

## A Bánki-emlékérem
Emlékére a Gépipari Tudományos Egyesület 1955-ben  három fokozatú, díjazással egybekötött, évenként kiosztott műszaki kitüntetést alapított.

## Diáknóta

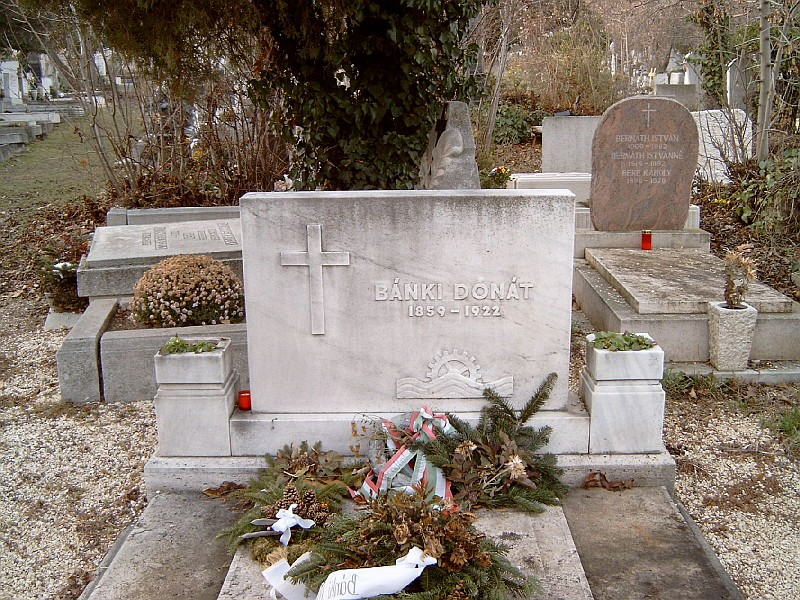
Bánki Donát sírja Budapesten. Farkasréti temető: 47/2-1-7/8.

A műegyetemi hallgatók alábbi nótája is szeretettel emlékezik tanárukról:
Hidrogépek, kompresszorok, turbinák…
Bánkinak a Laval-csövön azt fújják:
Expandálnék, hej, de nem tudok,
Mert az izotermám nagyon kanyarog.